# Las Cafeteras
Las Cafeteras son un grupo musical de East Los Angeles, California. Su música es una mezcla de poesía, música folclórica, con Son Jarocho, música afromexicana y zapateado.

## Historia
El conjunto tuvo su inicio como un grupo de estudiantes en el Eastside Cafe, un espacio comunitario en El Sereno, Los Angeles, donde ellos ensayaban Son Jarocho. Con mucho entusiasmo por la música de Veracruz, México y un deseo de promoverla al público, comenzaron a tocar en 2005.
Desde su inicio, han tocado en muchos lugares: the Mayan, Santa Barbara Bowl, Royce Hall, California African-American Museum, Hollywood Forever Cemetery, Plaza de la Raza, and Queens Museum of Art. Su nombre tiene su origen en la organización donde ensayaban.
Para destacar el papel de las mujeres, cambiaron el nombre del grupo al femenino, Las Cafeteras en vez de Los Cafeteros.
Las canciones de Las Cafeteras tienen temas y referencias que incluyen el movimiento de derechos civiles, United Farm Workers, la Ley Dream, reforma migratoria hasta homicidios de mujeres en Ciudad Juárez.
Su canción “La Bamba Rebelde” es una nueva versión de La Bamba, por el cantor estadounidense Ritchie Valens, y enfatiza su orgullo como chicanos. Dicen que ven su música como una herramienta para crear cambios positivos y para inspirar a otras personas. También esta canción se usa como tema principal de la telenovela Bajo el mismo cielo de la cadena Telemundo.
En 2018 la cadena Telemundo volvió a confiar en el grupo para dar banda sonora a su producción Mi familia perfecta con la canción "Sueño Americano".

## Miembros
- Annette Torres — marimbol, zapateado
- Daniel French — vocals, jarana, MC
- David Flores — requinto jarocho
- Denise Carlos — vocals, jarana, zapateado, glockenspiel
- Jose Cano — cajón, Native American flute, armónica
- Hector Flores — vocals, zapateado
- Leah Gallegos — vocals, quijada, zapateado

## Discografía
- Live at Mucho Wednesdays (2009)
- It's Time (2012)

| N.º | Título                   | Duración |  |
| 1.  | «El Chuchumbe»           | 3:26     |  |
| 2.  | «Cafe con Pan»           | 4:21     |  |
| 3.  | «Luna Lovers»            | 5:15     |  |
| 4.  | «El Zapateado»           | 4:06     |  |
| 5.  | «Ya Me Voy»              | 4:55     |  |
| 6.  | «Its Movement Time»      | 3:29     |  |
| 7.  | «La Bamba Rebelde»       | 5:20     |  |
| 8.  | «La Petenera»            | 6:09     |  |
| 9.  | «Mujer Soy»              | 4:56     |  |
| 10. | «Trajabador Trajabadora» | 10:51    |  |